# Echyra robinsoni
Echyra robinsoni är en skalbaggsart som beskrevs av Marc Lacroix 1997. Echyra robinsoni ingår i släktet Echyra och familjen Melolonthidae. Inga underarter finns listade i Catalogue of Life.